# Tournée des quatre tremplins 2021-2022
Navigation
Édition précédente Édition suivante
La 70e édition de la tournée des quatre tremplins se déroule du 28 décembre 2021 au 6 janvier 2022.
La tournée des quatre tremplins (en allemand : Vierschanzentournee) est une compétition de saut à ski. Elle a lieu annuellement depuis 1953 sur quatre tremplins différents, deux en Allemagne et deux en Autriche, autour du nouvel an.
Ce tournoi revêt une très grande importance aux yeux des spécialistes de la discipline du saut à ski.

## Attribution des points
Le classement de la tournée des quatre tremplins est effectué en additionnant les points obtenus à chaque saut (longueur et notes de style), ceux qui servent à déterminer le classement de chaque compétition de saut à ski quelles qu'elles soient.
Chaque concours de cette tournée comptent également pour la coupe du monde de saut à ski 2021-2022 et apportent aux concurrents des points selon les mêmes modalités que les autres concours : 100 points au premier, 80 au deuxième... et un point au 30e.

## Les tremplins
| \| [[Fichier:Alps location map.png\\|600px\\|{{#if:\\|{{{alt}}}\\|Tournée des quatre tremplins 2021-2022 est dans la page Alpes.]]Oberstdorf Garmisch-Partenkirchen Innsbruck Bischofshofen Tournée des quatre tremplins 2021-2022 (Alpes) \| |
| [[Fichier:Alps location map.png\|600px\|{{#if:\|{{{alt}}}\|Tournée des quatre tremplins 2021-2022 est dans la page Alpes.]]Oberstdorf Garmisch-Partenkirchen Innsbruck Bischofshofen Tournée des quatre tremplins 2021-2022 (Alpes)           |

## Calendrier
| q | Qualification | C | Concours |

| Évènements           | Calendrier | Calendrier | Calendrier | Calendrier | Calendrier | Calendrier | Calendrier | Calendrier | Calendrier | Calendrier | Calendrier |
| Évènements           | 28         | 29         | 30         | 31         | 1          | 2          | 3          | 4          | 5          | 6          |            |
| Évènements           | Décembre   | Décembre   | Décembre   | Décembre   | Janvier    | Janvier    | Janvier    | Janvier    | Janvier    | Janvier    |            |
|                      |            |            |            |            |            |            |            |            |            |            |            |
| Oberstdorf HS 137    | q          | C          |            |            |            |            |            |            |            |            |            |
| Garmisch HS 140      |            |            |            | q          | C          |            |            |            |            |            |            |
| Innsbruck HS 130     |            |            |            |            |            |            | q          | C          |            |            |            |
| Bischofshofen HS 140 |            |            |            |            |            |            |            |            | C          |            |            |
| Bischofshofen HS 140 |            |            |            |            |            |            |            |            |            | C          |            |
|                      |            |            |            |            |            |            |            |            |            |            |            |

## Classements
|      | \| Rang \| Nom \| Points \| \| ---- \| --------------------- \| ------ \| \| 1 \| Ryōyū Kobayashi \| 1162.3 \| \| 2 \| Marius Lindvik \| 1138.1 \| \| 3 \| Halvor Egner Granerud \| 1128.2 \| \| 4 \| Karl Geiger \| 1123.6 \| \| 5 \| Markus Eisenbichler \| 1117.6 \| \| 6 \| Robert Johansson \| 1107.6 \| \| 7 \| Lovro Kos \| 1093.0 \| \| 8 \| Jan Hörl \| 1075.7 \| \| 9 \| Daniel Huber \| 1069.9 \| \| 10 \| Yukiya Satō \| 1064.7 \| |        |
| Rang | Nom | Points |
| 1    | Ryōyū Kobayashi | 1162.3 |
| 2    | Marius Lindvik | 1138.1 |
| 3    | Halvor Egner Granerud | 1128.2 |
| 4    | Karl Geiger | 1123.6 |
| 5    | Markus Eisenbichler | 1117.6 |
| 6    | Robert Johansson | 1107.6 |
| 7    | Lovro Kos | 1093.0 |
| 8    | Jan Hörl | 1075.7 |
| 9    | Daniel Huber | 1069.9 |
| 10   | Yukiya Satō | 1064.7 |

### Tableau récapitulatif
| Étape | Lieu          | Épreuve | Date             | Vainqueur                                           | Deuxième                                            | Troisième                                           | Leader de la Tournée |
| ----- | ------------- | ------- | ---------------- | --------------------------------------------------- | --------------------------------------------------- | --------------------------------------------------- | -------------------- |
| 1     | Oberstdorf    | HS 137  | 29 décembre 2021 | R. Kobayashi                                        | H. E. Granerud                                      | R. Johansson                                        | R. Kobayashi         |
| 2     | Garmisch      | HS 140  | 1er janvier 2022 | R. Kobayashi                                        | M. Eisenbichler                                     | Lovro Kos                                           | R. Kobayashi         |
| -     | Innsbruck     | HS 130  | 4 janvier 2022   | Compétition annulée et reprogrammée à Bischofshofen | Compétition annulée et reprogrammée à Bischofshofen | Compétition annulée et reprogrammée à Bischofshofen | R. Kobayashi         |
| 3     | Bischofshofen | HS 140  | 5 janvier 2022   | R. Kobayashi                                        | Marius Lindvik                                      | H. E. Granerud                                      | R. Kobayashi         |
| 4     | Bischofshofen | HS 140  | 6 janvier 2022   | Daniel Huber                                        | H. E. Granerud                                      | Karl Geiger                                         | R. Kobayashi         |